# یوچن گورنی
یوچن گورنی (به لاتین: Uchań Górny) یک روستا در لهستان است که در Gmina Łyszkowice واقع شده‌است.

## خصوصیات
یوچن گورنی ۱۶۰ نفر جمعیت دارد.